# EPrix van Portland 2023
De ePrix van Portland 2023 werd gehouden op 24 juni 2023 op het Portland International Raceway circuit. Dit was de twaalfde race van het negende Formule E-seizoen.
De race werd gewonnen door Envision-coureur Nick Cassidy, die zijn derde zege van het seizoen behaalde. Jake Dennis werd tweede en behaalde zo voor Andretti zijn vijfde opeenvolgende podiumplaats, waarmee hij de leiding in het kampioenschap overnam van Porsche-coureur Pascal Wehrlein. Diens teamgenoot António Félix da Costa eindigde als derde.

## Kwalificatie

### Groepsfase
De top vier uit iedere groep kwalificeerde zich voor de knockoutfase.
Groep A
| Pos | No | Coureur             | Team            | Tijd     |
| --- | -- | ------------------- | --------------- | -------- |
| 1   | 23 | Sacha Fenestraz     | Nissan          | 1:09.860 |
| 2   | 25 | Jean-Éric Vergne    | DS              | 1:10.060 |
| 3   | 17 | Norman Nato         | Nissan          | 1:10.112 |
| 4   | 7  | Maximilian Günther  | Maserati        | 1:10.176 |
| 5   | 1  | Stoffel Vandoorne   | DS              | 1:10.227 |
| 6   | 37 | Nick Cassidy        | Envision-Jaguar | 1:10.282 |
| 7   | 51 | Nico Müller         | Abt-Mahindra    | 1:10.282 |
| 8   | 33 | Dan Ticktum         | NIO             | 1:10.378 |
| 9   | 16 | Sébastien Buemi     | Envision-Jaguar | 1:10.440 |
| 10  | 94 | Pascal Wehrlein     | Porsche         | 1:10.499 |
| 11  | 3  | Sérgio Sette Câmara | NIO             | 1:10.536 |

Groep B
| Pos | No | Coureur                | Team             | Tijd      |
| --- | -- | ---------------------- | ---------------- | --------- |
| 1   | 58 | René Rast              | McLaren-Nissan   | 1:09.808  |
| 2   | 27 | Jake Dennis            | Andretti-Porsche | 1:09.856  |
| 3   | 5  | Jake Hughes            | McLaren-Nissan   | 1:09.864  |
| 4   | 13 | António Félix da Costa | Porsche          | 1:09.986  |
| 5   | 36 | André Lotterer         | Andretti-Porsche | 1:09.997  |
| 6   | 4  | Robin Frijns           | Abt-Mahindra     | 1:10.043  |
| 7   | 48 | Edoardo Mortara        | Maserati         | 1:10.050  |
| 8   | 11 | Lucas di Grassi        | Mahindra         | 1:10.307  |
| 9   | 10 | Sam Bird               | Jaguar           | 1:10.395  |
| 10  | 8  | Roberto Merhi          | Mahindra         | 1:10.482  |
| 11  | 9  | Mitch Evans            | Jaguar           | Geen tijd |

### Knockoutfase
De combinatie letter/cijfer staat voor de groep waarin de betreffende coureur uitkwam en de positie die hij in deze groep behaalde.
|  | Kwartfinale            | Kwartfinale     |                 |          | Halve finale | Halve finale |  |  | Finale | Finale |
|  |                        |                 |                 |          |              |              |  |  |        |        |
|  |                        |                 |                 |          |              |              |  |  |        |        |
|  | A3-A2                  |                 |                 |          |              |              |  |  |        |        |
|  |                        |                 |                 |          |              |              |  |  |        |        |
|  | Norman Nato            | 1:09.118        |                 |          |              |              |  |  |        |        |
|  | Norman Nato            | 1:09.118        | K1-K2           |          |              |              |  |  |        |        |
|  | Jean-Éric Vergne       | 1:09.240        |                 |          |              |              |  |  |        |        |
|  | Jean-Éric Vergne       | 1:09.240        | Norman Nato     | 1:09.264 |              |              |  |  |        |        |
|  | A4-A1                  |                 | Norman Nato     | 1:09.264 |              |              |  |  |        |        |
|  |                        | Sacha Fenestraz | 1:08.920        |          |              |              |  |  |        |        |
|  | Maximilian Günther     | Sacha Fenestraz | 1:08.920        | 1:09.160 |              |              |  |  |        |        |
|  | Maximilian Günther     |                 | H1-H2           | 1:09.160 |              |              |  |  |        |        |
|  | Sacha Fenestraz        | 1:09.060        |                 |          |              |              |  |  |        |        |
|  | Sacha Fenestraz        | 1:09.060        | Sacha Fenestraz | 1:09.010 |              |              |  |  |        |        |
|  | B3-B2                  |                 | Sacha Fenestraz | 1:09.010 |              |              |  |  |        |        |
|  |                        | Jake Dennis     | 1:08.931        |          |              |              |  |  |        |        |
|  | Jake Hughes            | Jake Dennis     | 1:08.931        | 1:09.385 |              |              |  |  |        |        |
|  | Jake Hughes            | K3-K4           |                 | 1:09.385 |              |              |  |  |        |        |
|  | Jake Dennis            | 1:09.111        |                 |          |              |              |  |  |        |        |
|  | Jake Dennis            | 1:09.111        | Jake Dennis     | 1:08.919 |              |              |  |  |        |        |
|  | B4-B1                  |                 | Jake Dennis     | 1:08.919 |              |              |  |  |        |        |
|  |                        | René Rast       | 1:09.374        |          |              |              |  |  |        |        |
|  | António Félix da Costa | René Rast       | 1:09.374        | 1:09.453 |              |              |  |  |        |        |
|  | António Félix da Costa |                 |                 | 1:09.453 |              |              |  |  |        |        |
|  | René Rast              | 1:09.310        |                 |          |              |              |  |  |        |        |
|  | René Rast              | 1:09.310        |                 |          |              |              |  |  |        |        |

### Startopstelling
| Pos | No | Coureur                | Team             |
| --- | -- | ---------------------- | ---------------- |
| 1   | 27 | Jake Dennis            | Andretti-Porsche |
| 2   | 23 | Sacha Fenestraz        | Nissan           |
| 3   | 17 | Norman Nato            | Nissan           |
| 4   | 58 | René Rast              | McLaren-Nissan   |
| 5   | 7  | Maximilian Günther     | Maserati         |
| 6   | 5  | Jake Hughes            | McLaren-Nissan   |
| 7   | 13 | António Félix da Costa | Porsche          |
| 8   | 36 | André Lotterer         | Andretti-Porsche |
| 9   | 4  | Robin Frijns           | Abt-Mahindra     |
| 10  | 37 | Nick Cassidy           | Envision-Jaguar  |
| 11  | 48 | Edoardo Mortara        | Maserati         |
| 12  | 51 | Nico Müller            | Abt-Mahindra     |
| 13  | 11 | Lucas di Grassi        | Mahindra         |
| 14  | 33 | Dan Ticktum            | NIO              |
| 15  | 10 | Sam Bird               | Jaguar           |
| 16  | 16 | Sébastien Buemi        | Envision-Jaguar  |
| 17  | 8  | Roberto Merhi          | Mahindra         |
| 18  | 94 | Pascal Wehrlein        | Porsche          |
| 19  | 3  | Sérgio Sette Câmara    | NIO              |
| 20  | 9  | Mitch Evans            | Jaguar           |
| Pit | 25 | Jean-Éric Vergne       | DS               |
| Pit | 1  | Stoffel Vandoorne      | DS               |

## Race
| Pos | No | Coureur                | Team             | Rondes | Tijd/Oorzaak uitval | Grid | Punten |
| --- | -- | ---------------------- | ---------------- | ------ | ------------------- | ---- | ------ |
| 1   | 37 | Nick Cassidy           | Envision-Jaguar  | 32     | 50:40.629           | 10   | 25     |
| 2   | 27 | Jake Dennis            | Andretti-Porsche | 32     | +0.294              | 1    | 21     |
| 3   | 13 | António Félix da Costa | Porsche          | 32     | +1.140              | 7    | 15     |
| 4   | 9  | Mitch Evans            | Jaguar           | 32     | +1.758              | 20   | 13     |
| 5   | 16 | Sébastien Buemi        | Envision-Jaguar  | 32     | +2.220              | 16   | 10     |
| 6   | 7  | Maximilian Günther     | Maserati         | 32     | +2.307              | 5    | 8      |
| 7   | 11 | Lucas di Grassi        | Mahindra         | 32     | +2.982              | 13   | 6      |
| 8   | 94 | Pascal Wehrlein        | Porsche          | 32     | +3.684              | 18   | 4      |
| 9   | 17 | Norman Nato            | Nissan           | 32     | +3.961              | 3    | 2      |
| 10  | 4  | Robin Frijns           | Abt-Mahindra     | 32     | +4.300              | 9    | 1      |
| 11  | 25 | Jean-Éric Vergne       | DS               | 32     | +4.718              | Pit  |        |
| 12  | 1  | Stoffel Vandoorne      | DS               | 32     | +4.982              | Pit  |        |
| 13  | 33 | Dan Ticktum            | NIO              | 32     | +5.470              | 14   |        |
| 14  | 58 | René Rast              | McLaren-Nissan   | 32     | +6.115              | 4    |        |
| 15  | 23 | Sacha Fenestraz        | Nissan           | 32     | +6.699              | 2    |        |
| 16  | 3  | Sérgio Sette Câmara    | NIO              | 32     | +7.167              | 19   |        |
| 17  | 10 | Sam Bird               | Jaguar           | 32     | +7.638              | 15   |        |
| 18  | 5  | Jake Hughes            | McLaren-Nissan   | 32     | +12.977             | 6    |        |
| 19  | 36 | André Lotterer         | Andretti-Porsche | 32     | +16.051             | 8    |        |
| 20  | 48 | Edoardo Mortara        | Maserati         | 29     | +3 ronden           | 11   |        |
| DNF | 51 | Nico Müller            | Abt-Mahindra     | 9      | Ongeluk             | 12   |        |
| DNF | 8  | Roberto Merhi          | Mahindra         | 3      | Technisch           | 17   |        |

## Tussenstanden wereldkampioenschap

### Coureurs
| Positie | No. | Rijder                 | Team             | Punten |
| ------- | --- | ---------------------- | ---------------- | ------ |
| 01      | 27  | Jake Dennis            | Andretti-Porsche | 154    |
| 02      | 37  | Nick Cassidy           | Envision-Jaguar  | 153    |
| 03      | 94  | Pascal Wehrlein        | Porsche          | 138    |
| 04      | 9   | Mitch Evans            | Jaguar           | 122    |
| 05      | 25  | Jean-Éric Vergne       | DS               | 97     |
| 06      | 13  | António Félix da Costa | Porsche          | 93     |
| 07      | 7   | Maximilian Günther     | Maserati         | 78     |
| 08      | 16  | Sébastien Buemi        | Envision-Jaguar  | 72     |
| 09      | 10  | Sam Bird               | Jaguar           | 62     |
| 10      | 5   | Jake Hughes            | McLaren-Nissan   | 46     |

### Constructeurs
| Positie | Team             | Punten |
| ------- | ---------------- | ------ |
| 01      | Porsche          | 231    |
| 02      | Envision-Jaguar  | 225    |
| 03      | Jaguar           | 184    |
| 04      | Andretti-Porsche | 177    |
| 05      | DS               | 139    |
| 06      | Maserati         | 95     |
| 07      | McLaren-Nissan   | 86     |
| 08      | Nissan           | 54     |
| 09      | Mahindra         | 33     |
| 10      | NIO              | 28     |